# Couvent et église San Giovanni Battista della Calza
Pour les articles homonymes, voir Église San Giovanni Battista.
À l'origine, en 1362, le couvent et l'église San Giovanni Battista della Calza, aussi appelé complexe della Calza, était également l'hôpital San Giovanni Battista, situé sur la place della Calza, en face de la Porta Romana en Oltrarno, à Florence.

## Historique
Le long des rues Senese et Romana actuelles, se trouvaient de nombreux oratoires, hôpitaux et hospices qui donnaient l'hospitalité aux pèlerins et aux voyageurs qui se rendaient à Rome ou en provenaient. En 1373, Bindo Benini fonde à cet endroit un hospice pour pèlerins dédié à San Niccolò dei Frieri sous le patronage de l'ordre des Hospitaliers.
En 1392, Riccardo Caracciolo, grand maître de l'ordre, cède le couvent aux Hospitalières de Saint-Jean de Jérusalem ou Dames maltaises, qui, déménageant dans le couvent San Pietro da Morrone (it), rue San Gallo (it) en 1531, le cèdent à leur tour aux Jésuates, qui portaient sur l'épaule un capuchon en forme de chaussette (calza), d'où le nom de l'ensemble. Les Jésuates étaient des maîtres très habiles dans la fabrication de vitraux artistiques en couleurs : ils habitaient au Convento di San Giusto alle mura, à l'extérieur de la Porta a Pinti. L'église est alors dédiée à saint Jean-Baptiste (San Giovanni Battista), ou à saint Juste selon certains, mais prend ensuite le nom de San Giovanni Battista della Calza. Lorsque l'ordre des Jésuates est supprimé en 1668, le couvent passe aux mains de la Congregazione dei Sacerdoti di San Salvatore del Vescovo, qui y transfère son siège en 1689. Il devient ensuite le siège du Convitto Ecclesiastico dei Chierici o Seminaristi (pensionnat ecclésiastique des clercs ou séminaristes), qui se consacre au sacerdoce.

## L'église
La petite église, qui était un simple oratoire à l'origine, abrite quelques œuvres que les Jésuates apportèrent de leur couvent situé à l'extérieur de la Porta a Pinti après que les troupes impériales l'eurent détruit lors du siège de Florence en 1529. L'architecture interne est simple, ce qui rappelle la règle des frères, alors que le chœur surélevé typique d'où les religieuses assistaient à l'office, cachées par les grilles, remonte à l'époque précédente. Sur le maître-autel se trouve le retable de l'Empoli où figurent saint Jean l'Évangéliste et l'archange Gabriel.

## Le couvent
Dans le beau cloître du XVe siècle, qui revêt insolitement la forme d'un trapèze allongé, il y a quelques œuvres d'art comme une céramique alla robbiana représentant la Déposition, dans le style de Giovanni della Robbia, et quelques fresques, dont une Crucifixion.
Dans le réfectoire de l'ancien couvent, on trouve la Cène peinte par Franciabigio en 1514 et quelques fresques qui illustrent diverses scènes, dont une série d'Œuvres de miséricorde.
Depuis 2000, le couvent héberge la conférence de l'archidiocèse de Florence grâce aux fonds de l'Année sainte.

## Œuvres situées jadis à San Giovanni Battista della Calza
L'ensemble a déjà abrité trois œuvres du Pérugin : L'Agonie dans le jardin, La Pietà et La Crucifixion ; et une œuvre de Domenico Ghirlandaio, Sacra conversazione degli Ingesuati. Ces quatre œuvres se trouvent maintenant aux Offices.

## Autres images

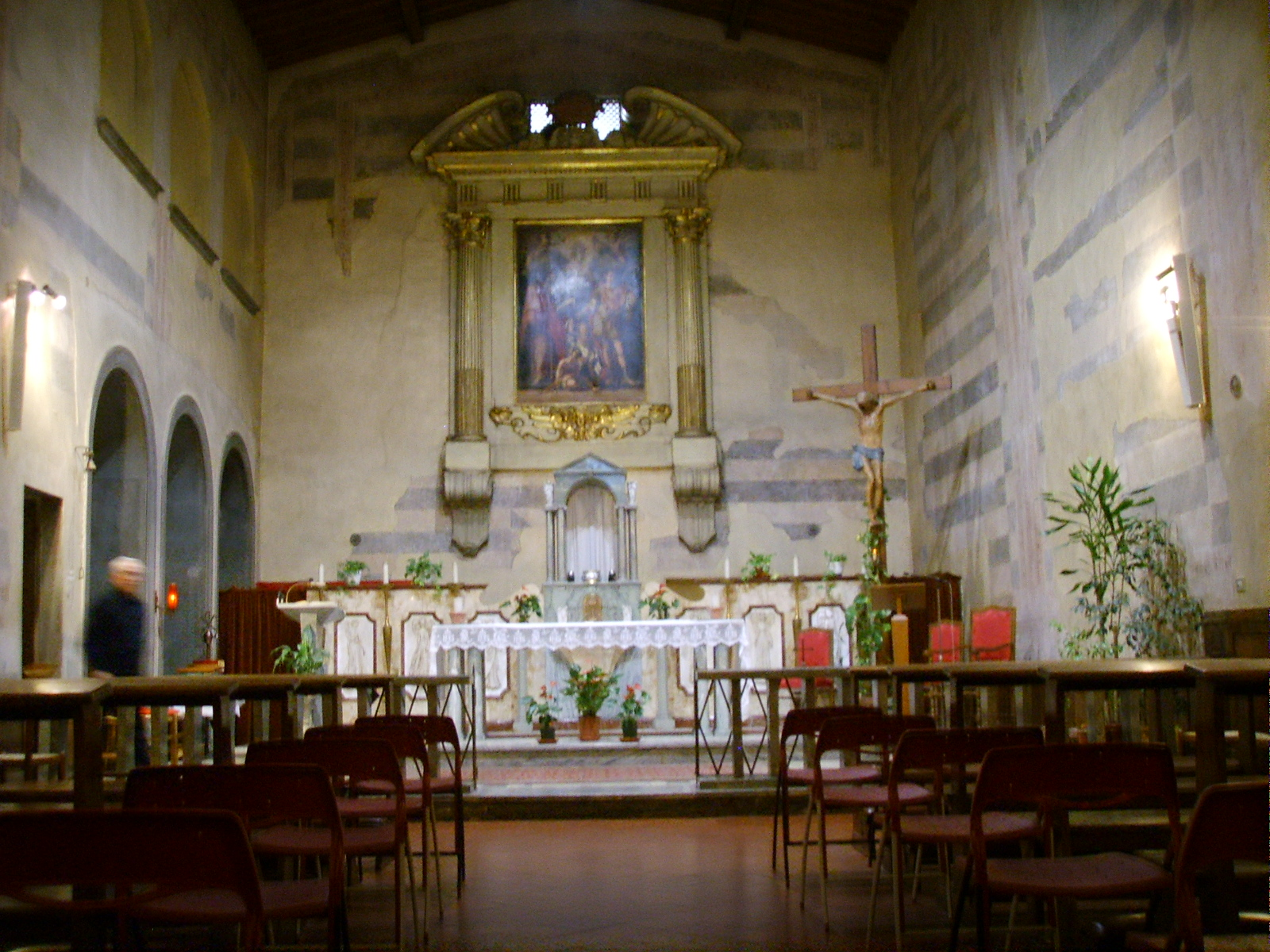
Intérieur de l'église
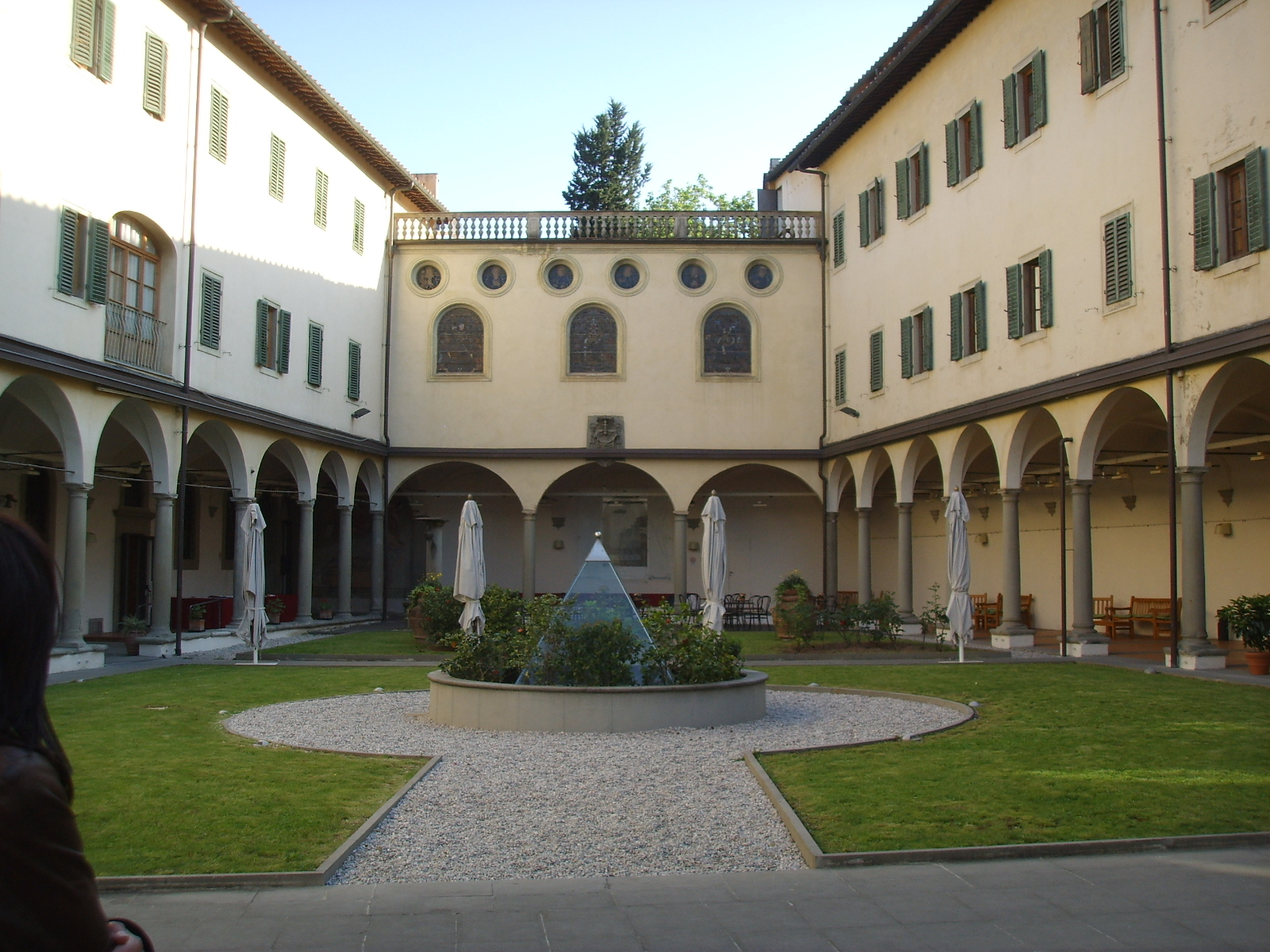
Le cloître (petite base du trapèze)
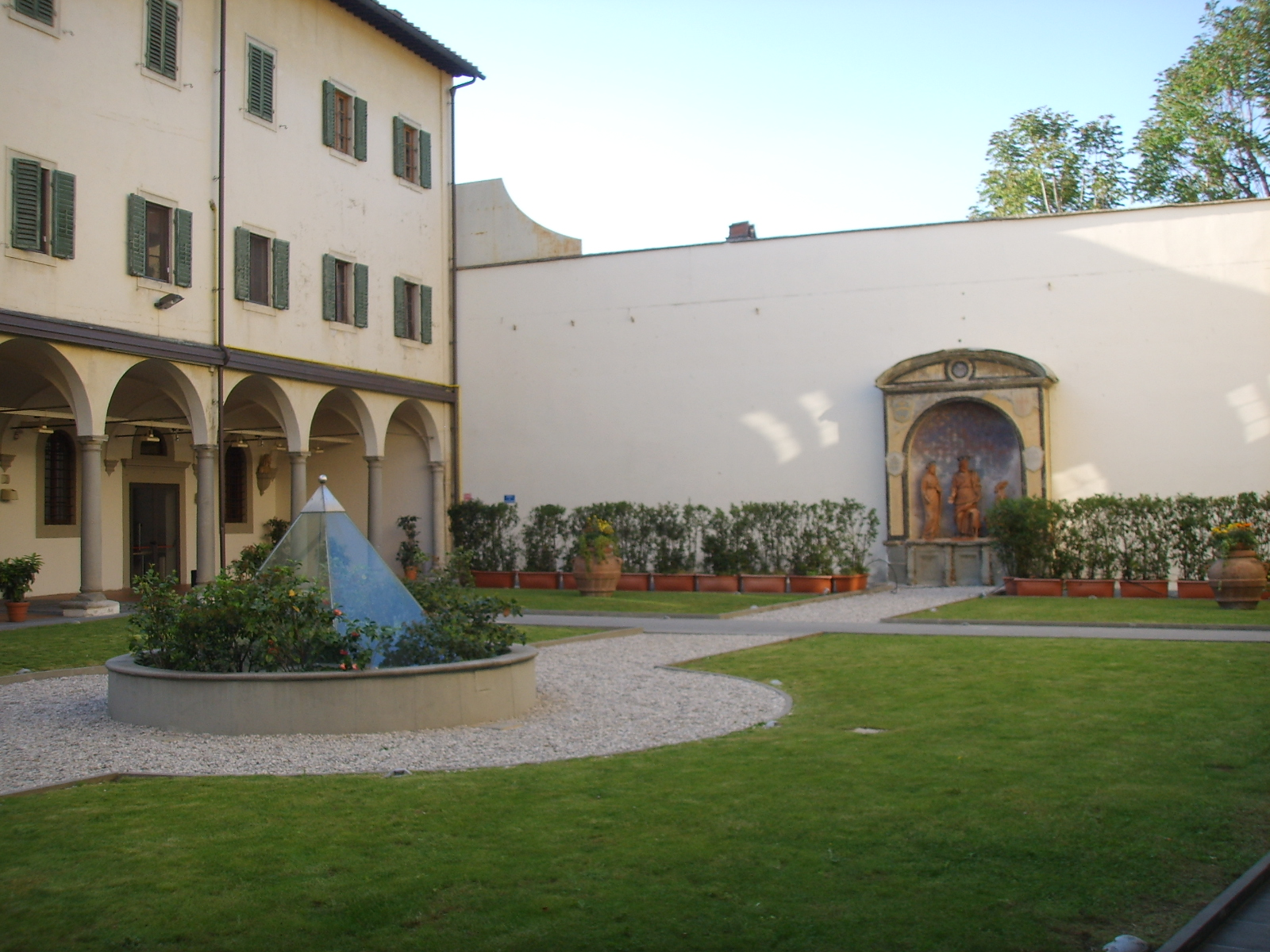
Le cloître (grande base du trapèze)
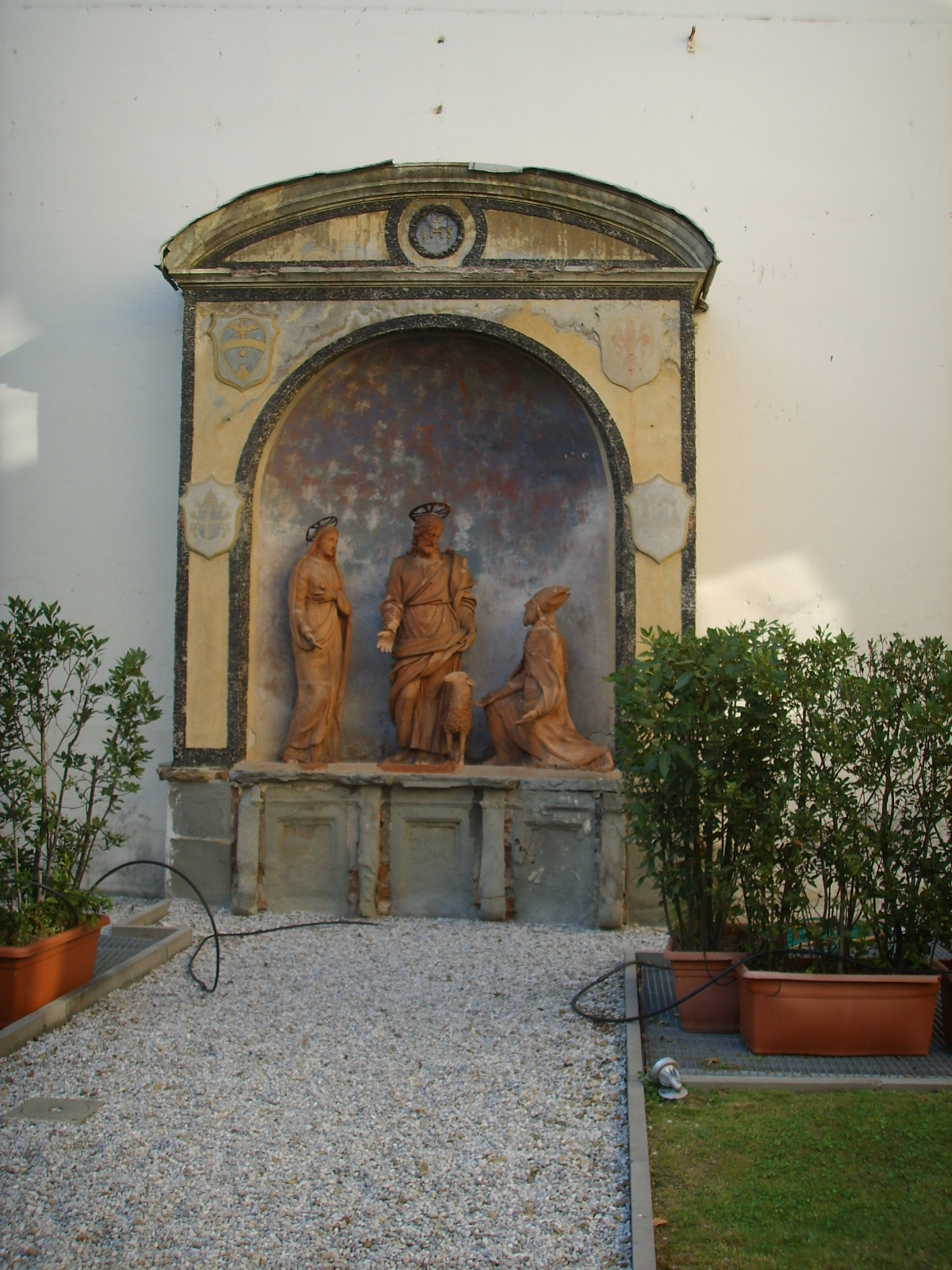
La céramique dans le cloître
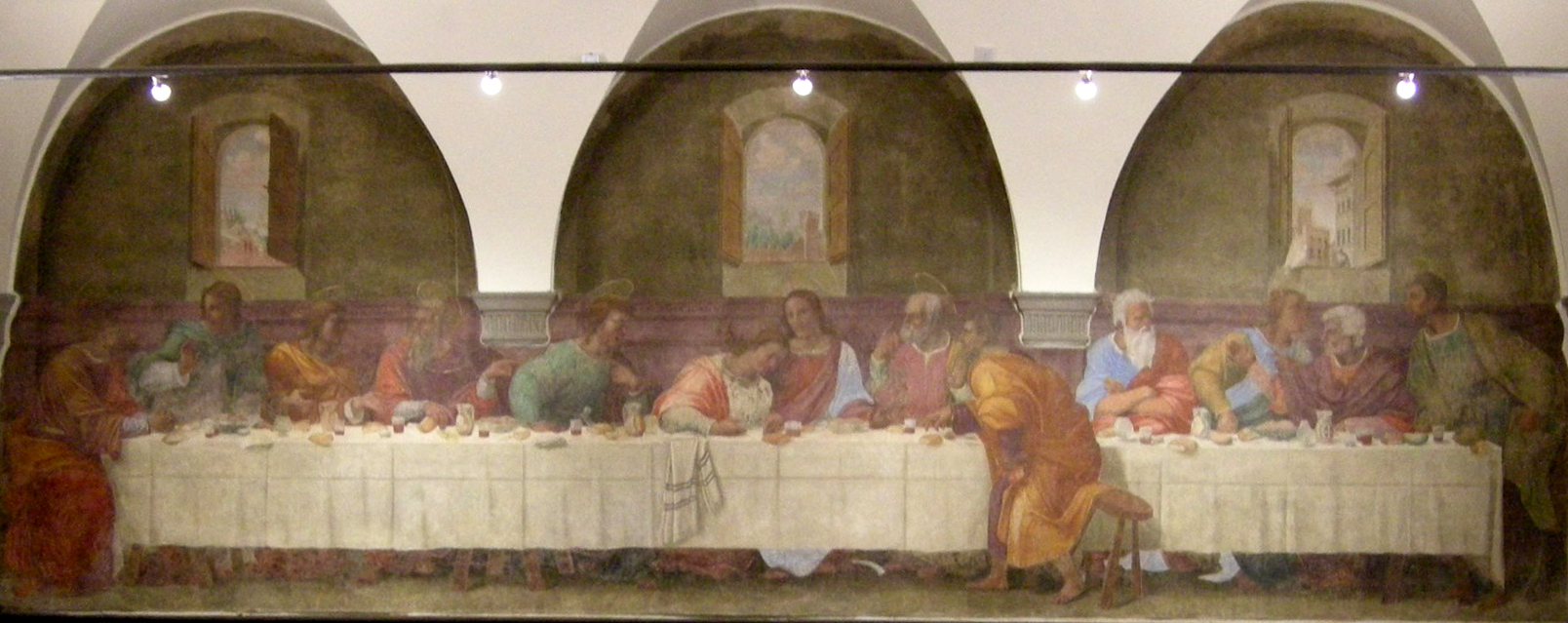
Le réfectoire avec la Cène
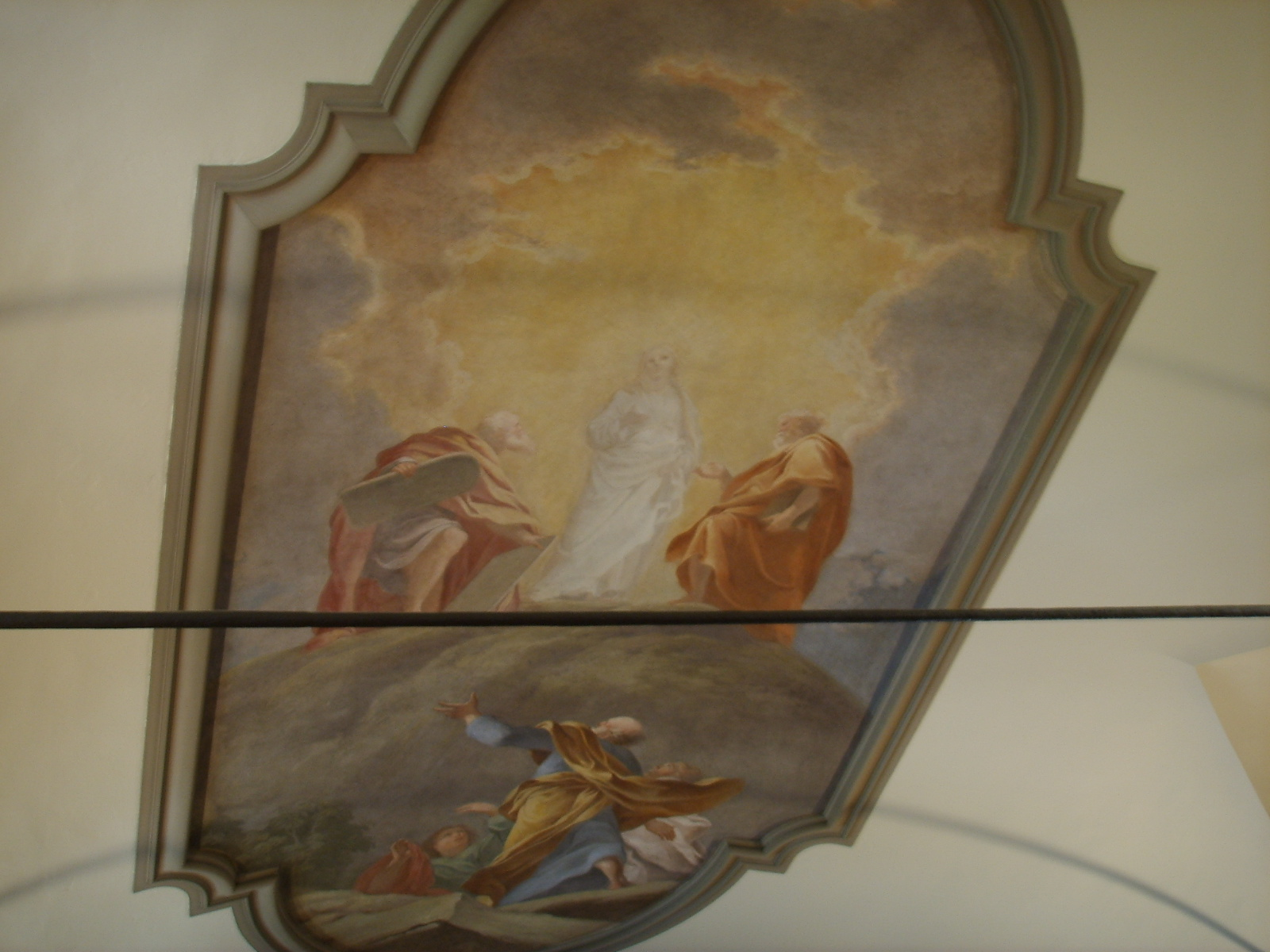
Plafond peint à fresque du réfectoire
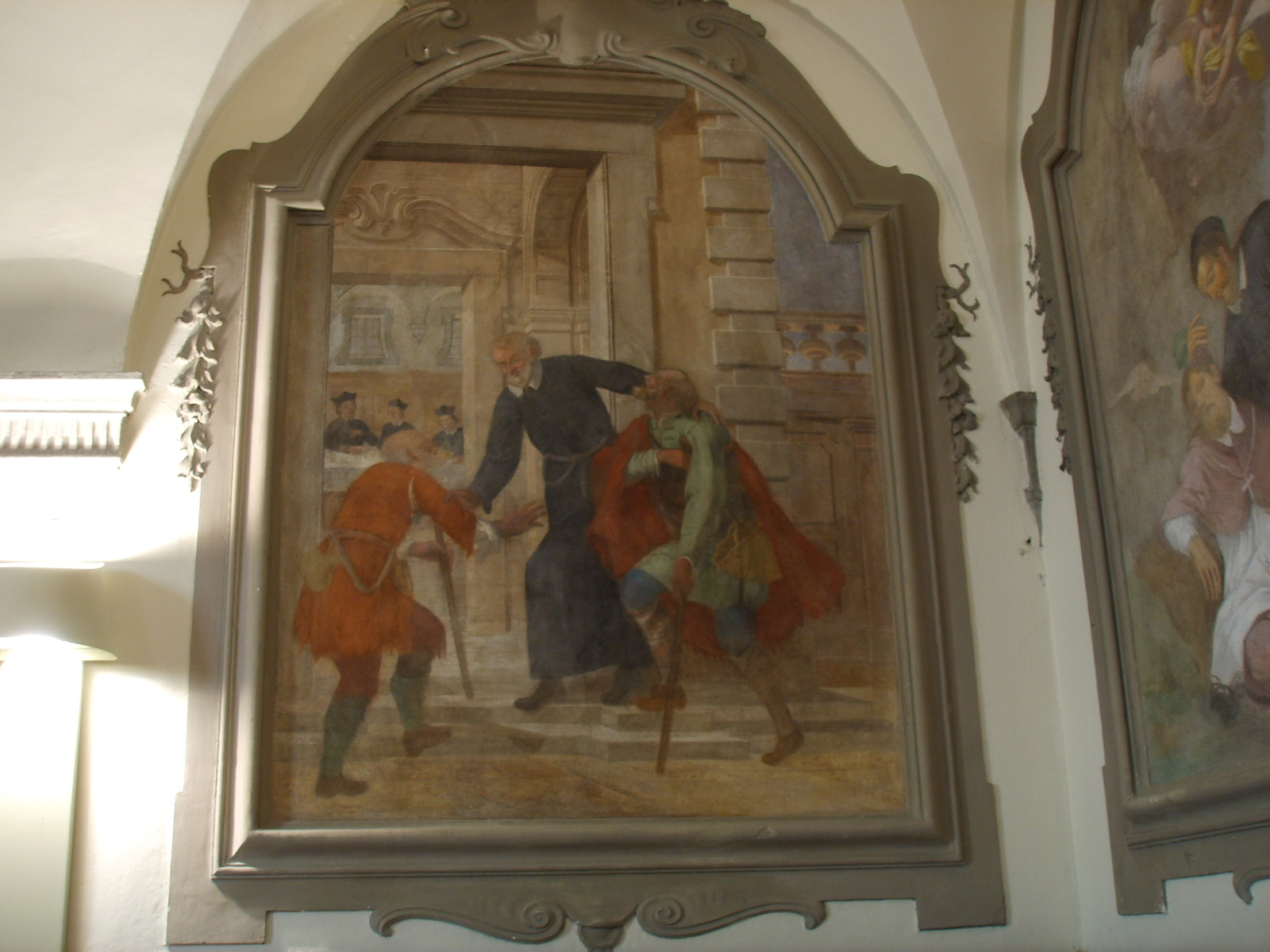
Une des Œuvres de miséricorde

## Sources
- (it) Cet article est partiellement ou en totalité issu de l’article de Wikipédia en italien intitulé « Chiesa di San Giovanni Battista della Calza » (voir la liste des auteurs).